# 松野一夫

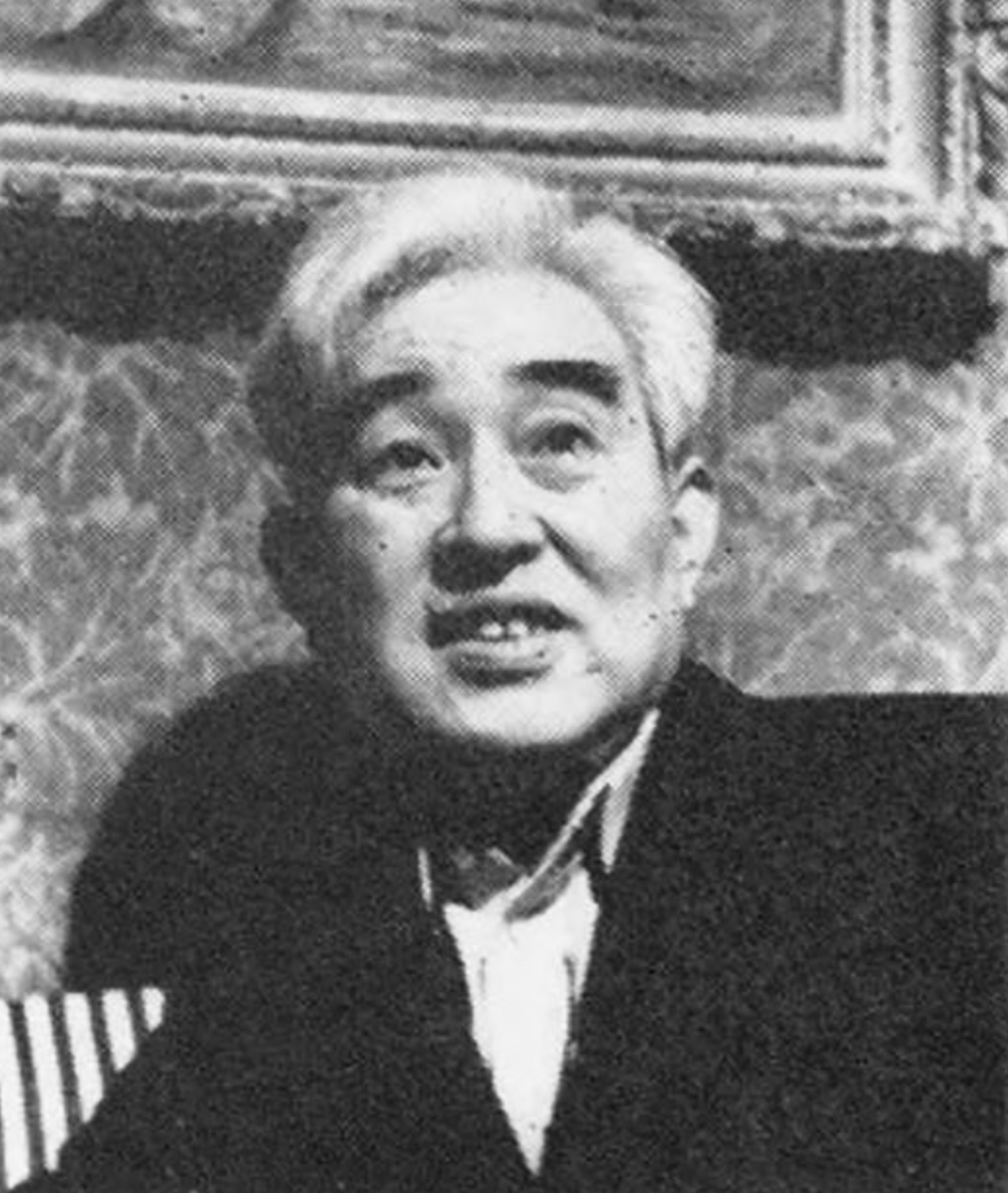
松野一夫

松野 一夫（まつの かずお、1895年〈明治28年〉10月1日 - 1973年〈昭和48年〉7月17日）は日本の洋画家、挿絵画家。博文館の雑誌『新青年』の表紙絵を長年にわたり担当し、「新青年の顔」、「新青年の挿絵画家」などと呼ばれた。
長男は、東洋大学文学部教授を務めた教育学者の松野安男。

## 経歴
1895年（明治28年）10月1日、福岡県小倉市（現：北九州市小倉北区）堺町に生まれる。本名は一男。
裕福な実業家の父親の元、ハイカラな環境に育つ。福岡県立小倉中学校（現：福岡県立小倉高等学校）在学中、美術教師の杉田宇内（俳人杉田久女の夫）に画才を見出されたともいわれるが、詳細は明らかでない。中学在学中に父親が事業に失敗し、中退を余儀なくされる。17歳の頃、父親が癌で死去したのをきっかけに上京し、攻玉社中学校に入学。ドイツ帰りの画家・安田稔に師事し、肖像画家の石橋和訓や梶原貫五からも薫陶を受けた。なお、松野と同門に高畠達四郎がおり、生年月日が全く同じこともあって、終生にわたり親交を結んだ。
1920年（大正9年）、友人の伊原宇三郎らの勧めで、創刊間もない『新青年』に自分の作品を持ち込み、編集長の森下雨村や博文館編集局長の長谷川天渓などに認められ、同誌に挿絵を描き始める。
1921年（大正10年）、第3回帝展に油彩画「ときちゃん」が初入選。
1921年（大正10年）『新青年』5月号にて、初めて表紙絵を描く。その後、同年7月号、10月号、1922年1月号を担当したのち、1922年3月号から1948年（昭和23年）3月号までの26年間にわたり連続して担当した。また、同誌の挿絵画家としては、ルブラン『虎の牙』（1921年1 - 6月号）、ジョンストン・マッカレー『地下鉄サム』（1922年3月号 - ）などの翻訳作品を担当し、「西洋人の顔や現代風俗を描かせればそれに比肩する者がいない」と評された。挿絵画家としての生活が安定すると画壇から離れ、展覧会出品をとりやめた。
1926年（大正15年）頃より小石川区小日向台町（現在の文京区小日向）に住む。この頃、近所に森下雨村、横溝正史（1927年より『新青年』第2代編集長）、延原謙（1928年より第3代編集長）、水谷準（1929年より第4代編集長）らも住んでいた。また、この頃、甲賀三郎・延原謙・田中早苗・平林初之輔ら『新青年』の常連寄稿家たちと、森下雨村邸でトランプ遊びに勤しむ。
1928年（昭和3年）、結婚。
1931年（昭和6年）9月から約1年間フランスに滞在、パリのアカデミー・ド・ラ・グラン・ショミエールに学ぶ。この間も『新青年』の表紙絵は東京に送り続けている。
1936年（昭和11年）、平凡社が創刊した美術年鑑『美』の編集に関わるが、この年鑑は1号のみで終わった。
1937年（昭和12年）に実業之日本社が創刊した女性向け雑誌『新女苑』では、巻頭の『名作絵物語』（1937年 - 1940年）やおしゃれページ「ヴォーグ」を担当。新聞小説では大佛次郎『郷愁』（『読売新聞』、1939年）、岸田國士『泉』（『朝日新聞』、1939年 - 1940年）などを担当した。太平洋戦争中は『少年倶楽部』（講談社）、『若桜』（講談社）、『海軍』などの表紙絵を手がける。
1946年（昭和21年）、友人と共に豊文社を設立し、こども向け絵本『汽車』『ドウブツエン』『よい子の日記』などを刊行。
戦後は、『少年』（光文社）の表紙絵、江戸川乱歩の少年探偵団シリーズの光文社版単行本の装幀、小学館の学年別学習雑誌の挿絵などを担当した。
1973年（昭和48年）7月17日、心筋梗塞のため東京都文京区関口の自宅で死去。

## 作風
江戸川乱歩は、「翻訳の絵で、西洋人らしい顔のかける人は、松野さんのほかになかったよ」と評している。長男の松野安男によれば、本人も「皆は西洋人といえば等し並に何国人の区別もなしに描くが、私は、ドイツ人、イギリス人、フランス人、イタリヤ人、スペイン人など、それぞれに区別して描いてみせる」「私の描くシャーロック・ホームズは、イギリス人の描いたものより、ずっとシャーロック・ホームズらしい」と自慢することがあったという。西洋人の顔を描き分けられる技量の高さから、翻訳作品をはじめ、アメリカの日系移民を題材にした谷譲次の「めりけんじゃっぷ」もの（『新青年』1925年 - ）や、西洋人が登場することが多い小栗虫太郎作品などを担当することが多かった。
作画の際は自分では原稿を読まず、夫人に朗読させたものを聞いてイメージ作りをしたという。
代表作とされる小栗虫太郎『黒死館殺人事件』（『新青年』1934年4 - 12月号）の挿絵では、エッチングのような効果を出すために、割り箸を削って筆がわりにし、また、黒く塗った上で針で削るなどの技法が用いられている。なお、同作が1935年5月に新潮社から単行本化された際、松野は装幀を担当したが、挿絵は再録されず、挿絵は『名作挿画全集』第11巻（平凡社、1936年）に再録された。その後、『日本探偵小説全集 6 小栗虫太郎集』〈創元推理文庫〉（東京創元社、1987年）に挿絵つきで収録されている。
洋画家から挿絵画家に転向したことについては、松野安男によれば、晩年、「挿画ばかり描いていると本当の絵が描けなくなる」という伊原宇三郎の言葉を引き合いに出して、「挿画を描いていれば簡単に食えるから、やはり本当の絵は描かなかったかな」と後悔めいたことを語ったこともあったという。

## 作品集・図録
- 『別冊太陽 絵本名画館 探偵・怪奇のモダニズム 竹中英太郎 松野一夫』平凡社、1986年5月12日。
- 『松野一夫展 『新青年』の挿絵画家』弥生美術館、1998年。
- 『没後50年 松野一夫展』北九州市立美術館、2023年。